# 打箭薹草
打箭薹草（学名：Carex tatsiensis）为莎草科薹草属的植物，是中国的特有植物。分布在中国大陆的四川西部等地，生长于海拔3,000米至4,000米的地区，多生在高山草甸和山坡林下阴湿草地，目前尚未由人工引种栽培。